# Kontrast (Statistik)
In Statistik, und dort insbesondere in der Regressionsanalyse, ist ein Kontrast eine Linearkombination von Variablen (Parameter oder Statistiken) deren Koeffizienten sich zu Null addieren, was den Vergleich verschiedener Behandlungen ermöglicht. Mithilfe von linearen Kontrasten sind multiple Mittelwertvergleiche, die im Kontext der Varianzanalyse auftreten, möglich. Kontraste, die sich aus der Linearkombination der Gruppenmittelwerte (genauer: Gruppenerwartungswerte) ergeben dienen einem spezifischen Vergleich zwischen den verschiedenen k experimentellen Bedingungen.

## Eindimensionale Kontraste
Seien {\displaystyle \theta _{1},\ldots ,\theta _{k}} entweder Parameter oder Statistiken und {\displaystyle c_{1},\ldots ,c_{k}} bekannte Konstanten. Ein eindimensionaler (univariater) Kontrast {\displaystyle \delta } in den Mittelwerten der Grundgesamtheit {\displaystyle \mu _{1},\ldots ,\mu _{k}} ist definiert als Linearkombination
{\displaystyle \delta :=\sum _{i=1}^{k}c_{i}\mu _{i}},
wobei die Koeffizienten die Bedingung
{\displaystyle \sum _{i=1}^{k}c_{i}=0}
erfüllen müssen. Ein erwartungstreuer Schätzer für {\displaystyle \delta } ist gegeben durch:
{\displaystyle {\hat {\delta }}:=\sum _{i=1}^{k}c_{i}{\overline {y}}_{i\mathbf {.} }\quad }, wobei {\displaystyle \quad {\overline {y}}_{i\mathbf {.} }={\frac {1}{n}}\sum _{j=1}^{n}y_{ij}}

## Mehrdimensionale Kontraste
Ein mehrdimensionaler (multivariater) Kontrast {\displaystyle \delta } in den Mittelwerten der Grundgesamtheit ist definiert als
{\displaystyle {\boldsymbol {\delta }}:=\sum _{i=1}^{k}c_{i}{\boldsymbol {\mu _{i}}}},
wobei die Koeffizienten die Bedingung
{\displaystyle \sum _{i=1}^{k}c_{i}=0}
erfüllen müssen. Analog zur eindimensionalen Situation ist ein erwartungstreuer Schätzer für {\displaystyle \delta } gegeben durch
{\displaystyle {\hat {\boldsymbol {\delta }}}:=\sum _{i=1}^{k}c_{i}{\overline {\mathbf {y} }}_{i\mathbf {.} }\quad }, wobei {\displaystyle \quad {\overline {y}}_{i\mathbf {.} }={\frac {1}{n}}\sum _{j=1}^{n}\mathbf {y} _{ij}}
Hierbei stellen die {\displaystyle {\boldsymbol {\mu }}_{i}} die Erwartungswertvektoren dar und die {\displaystyle \mathbf {y} _{i}} die Stichprobenvektoren.